# Plan doskonały
Plan doskonały (ang. Inside Man) – amerykański film sensacyjny w reżyserii Spike'a Lee z 2006.
Film  opowiada o genialnie zrealizowanym napadzie na bank. Wielokrotnie powtarza się motyw konfrontacji między doświadczonym oficerem policji – Frazierem (Denzel Washington), a sprytnym włamywaczem, Daltonem (Clive Owen). Z czasem do gry włącza się również Madeleine White (Jodie Foster), która chroni interesy bogatych ludzi.

## Obsada
- Denzel Washington jako Keith Frazier
- Clive Owen jako Dalton Russell
- Jodie Foster jako Madeleine White
- Willem Dafoe jako kapitan Darius
- Chiwetel Ejiofor jako detektyw Bill Mitchell
- Christopher Plummer jako Arthur Case
- James Ransone jako Steve-O
- Kim Director jako Stevie
- Marcia Jean Kurtz jako Miriam
- Robert Bizik jako kierownik banku
- Frank Harts jako Efrain Torres
- Curtis Mark Williams jako Eric
- Greg D'Agostino jako taksówkarz
- Jason Manuel Olazabel jako sierżant Hernàndez
- Ashlie Atkinson jako Burke
- Ruthann Debona jako kasjer bankowy
- Michael Devine jako inwestor bankowy
- Sean Kane jako Joe
- Robert C. Kirk jako oficer Borinsky
- Sonny Vellozzi jako przechodzień na Wall Street
- Michal Sinnott jako zakładnik
- Allison Lee Ritter jako świadek
- Frank Stellato jako MCC Detective
- Cherise Boothe jako Jeanette Davis (pracownik banku)